# Kidnapping Mr. Heineken
Kidnapping Mr. Heineken (in onder meer Nederland Kidnapping Freddy Heineken) is een actie-misdaadfilm uit 2015, die geregisseerd werd door Daniel Alfredson.

## Verhaal
De film is gebaseerd op de waargebeurde ontvoering van de biermagnaat Freddy Heineken in 1983 en het boek De ontvoering van Alfred Heineken uit 1987, geschreven door Peter R. de Vries.

## Rolverdeling
| Acteur           | Personage        |
| ---------------- | ---------------- |
| Anthony Hopkins  | Freddy Heineken  |
| Sam Worthington  | Willem Holleeder |
| Jim Sturgess     | Cor van Hout     |
| Ryan Kwanten     | Jan Boellaard    |
| Mark van Eeuwen  | Frans Meijer     |
| Thomas Cocquerel | Martin Erkamps   |
| David Dencik     | Ab Doderer       |
| Jemina West      | Sonja Holleeder  |

## Achtergrond

### Productie
Op 9 oktober 2013 werd door RTL Boulevard aangekondigd dat de Nederlands acteur Mark van Eeuwen de rol van Frans Meijer zou spelen. Ook verklaarde Peter R. de Vries blij te zijn met dit Nederlands tintje. Eind oktober 2013 werd er begonnen met de opnamen, die plaatsvonden in onder meer Antwerpen, Amsterdam en New Orleans. Eind december 2013 was Peter R. de Vries bij de opnamen in New Orleans en werd aan hem door Anthony Hopkins bevestigd dat hij bij de première aanwezig zou zijn.

### Reacties
Bij het uitbrengen van de film in de Verenigde Staten op 6 maart 2015 zijn de eerste reacties daar niet erg positief. Ook op Rotten Tomatoes staat de Tomatometer vier dagen na de première op 23%, met een publieksscore op 45%. De soundtrack van de film met de filmmuziek van Lucas Vidal werd ook op 6 maart 2015 uitgebracht.
Peter R. de Vries, consultant voor de film, was teleurgesteld over de film, omdat die te veel afwijkt van de werkelijkheid, tegen zijn adviezen in.